# Jacktan
Der Jacktan, auch Jactam, Jaktam, Jacto oder Schack-tang, war ein afrikanisches Längenmaß in verschiedenen spanischen Besitzungen in Afrika. Hier handelt es sich zum Beispiel um die Städte Ceuta, Melilla und die Alhucemas-Inseln, aber auch um Guinea und die Insel Annabon. Er war als Elle zum Vermessen bzw. im Handel mit Leinwand gebräuchlich.
- 1 Jacktan = 12 Fuß (engl.) = 4 Yard (engl.) = 3,658 Meter
- 1 Jacktan = 1622 Pariser Linien = 3,65895 Meter
- 1 Jacktan = 4 Gubka
  - 1 Gubka = 1 Yard = 0,91438 Meter[3]